# Y.M.C.A.
Y.M.C.A. ist ein Disco-Song der US-amerikanischen Musikgruppe Village People aus dem Jahr 1978. Er wurde von Victor Willis, Henri Belolo und Jacques Morali geschrieben und auf dem in den New Yorker Sigma Sound Studios aufgenommenen dritten Album Cruisin’ veröffentlicht.
Der Song ist eine Hommage an die Young Men’s Christian Association und wurde zu einer Hymne der schwulen Subkultur. Das Lied wurde in vielen Ländern ein Nummer-eins-Hit und schaffte es in VH1s List of the 100 Greatest Dance Songs of the 20th Century.

## Geschichte
Es gibt drei Geschichten, wie es zur Idee zu diesem Lied kam, die sich alle hintereinander abgespielt haben könnten:
- In der Version von David Hodo kam die Band im Jahre 1977 auf die Idee durch Fotoaufnahmen. Morali sah das rosafarbene Logo der YMCA in der 23. Straße und fragte, was das sei. Nachdem man über seinen Akzent gelacht hatte, erklärte man ihm, dass es ein Ort sei, wo man hingehen könne, wenn man erstmals nach New York kommt und kein Geld hat. Dort könne man für wenig Geld übernachten. Jemand aus der Gruppe machte dann noch den Witz: „Aber bück dich nicht in der Dusche.“ Und Morali sagte, er werde ein Lied darüber schreiben.[1]
- Als Randy Jones nach New York zog, trat er dem McBurney YMCA in der 23. Straße bei. 1977 nahm er Morali einige Male mit. Dieser war fasziniert von dem Ort, an dem man mit Gewichten trainieren, Basketball spielen, schwimmen, Kurse besuchen und ein Zimmer bekommen kann. Jones trainierte dort auch mit vielen Freunden, die in der Pornofilmindustrie arbeiteten, und Morali war beeindruckt, Leute zu treffen, die er aus Filmen oder Zeitschriften kannte. („Diese Besuche mit mir pflanzten eine Saat in ihm, und so kam er auf die Idee für Y.M.C.A.“)[1]
- Nach Henri Belolo ging er mit Morali durch die Straßen, sah das YMCA und fragte ihn, was das sei. Morali antwortete „Das ist ein Ort, wo viele Leute hingehen, wenn sie in der Stadt sind. Sie werden gute Freunde und gehen miteinander aus.“[2]

Das dritte Album war fast fertiggestellt, aber man brauchte noch einen weiteren Song. Morali schrieb die Melodie in 20 Minuten mit dem Refrain und einem Textkonzept. Dies gab er dann Willis, der auf der Tour in Vancouver nach dem Konzept den Text vollendete.
Victor Willis führt seit 2012 Prozesse gegen den Musikverlag, um nachzuweisen, dass ihm höhere Tantiemen zustehen, da Belolo an den Songs gar nicht beteiligt gewesen sein soll.

## Inhalt

Das Logo der YMCA in den USA

Im Lied wird ein junger Mann angesprochen, der sich niedergeschlagen fühlt, weil er in einer neuen, ihm unbekannten Stadt ist. Es wird ihm gesagt, dass es dort einen Ort gebe, wo er hinkommen könne, auch wenn er wenig Geld habe. Es gebe dort viele Möglichkeiten, die Zeit angenehm zu verbringen, „It’s fun to stay at the Y.M.C.A.“ (Es macht Spaß, sich im YMCA aufzuhalten.)
Es gebe dort alles, was einem jungen Mann Freude bereitet, er könne mit den Jungs rumhängen, sich waschen, gut essen, machen, was er will. Kein Mensch könne alles selbst schaffen, er solle seinen Stolz aufgeben und ins YMCA gehen. Das lyrische Ich sei auch einmal in dieser Lage gewesen, dachte, es interessiere niemanden, ob es noch lebe. Aber dann sei ein Mann gekommen und habe ihm das YMCA gezeigt, wo er wieder zu sich finden konnte.
Leah Pouw, Pressesprecher der YMCA, sagte: „We at the YMCA celebrate the song. It’s a positive statement about the YMCA and what we offer to people all around the world.“ (Wir bei der YMCA feiern dieses Lied. Es ist ein positives Statement über die YMCA und was wir den Menschen auf der ganzen Welt ermöglichen.)
Alle Strophen werden von Victor Willis gesungen, den Refrain singt die Gruppe gemeinsam. Neben „Y.M.C.A“ gibt es ein weiteres markantes Merkmal, den wiederholt im Chor gesungenen Ausruf „Young man!“ (Junger Mann!). Der Rest der Liedzeile wird wieder von Willis alleine gesungen. Der Song wird in der Tonart Fis-Dur gespielt; zu Beginn hört man Blechblasinstrumente, die durch den Disco-Beat unterstützt werden. Horace Ott arrangierte die Bläser und Streicher nach Moralis Idee.

## Rezeption
Der Song ist auch in verschiedenen Fernsehsendungen und Filmen zu hören, und oft werden dabei die Village People mit ihren maskulinen Kostümen nachgeahmt oder der Tanz aufgeführt.

### Tanz

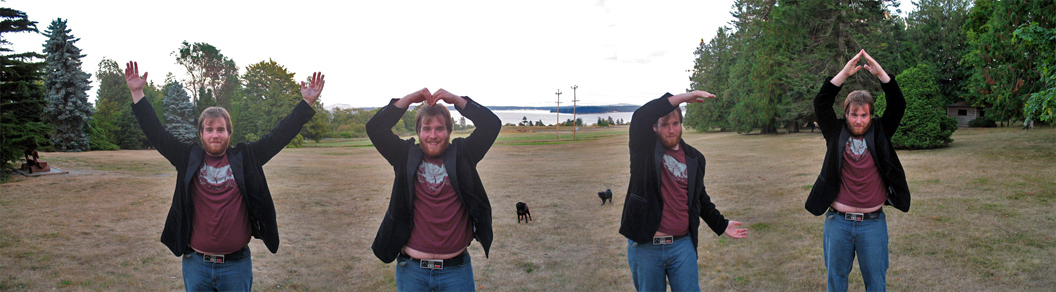
Der Y.M.C.A.-Tanz durch eine Fotomontage demonstriert. Hier ist das „M“ durch eine andere populäre Variante dargestellt.

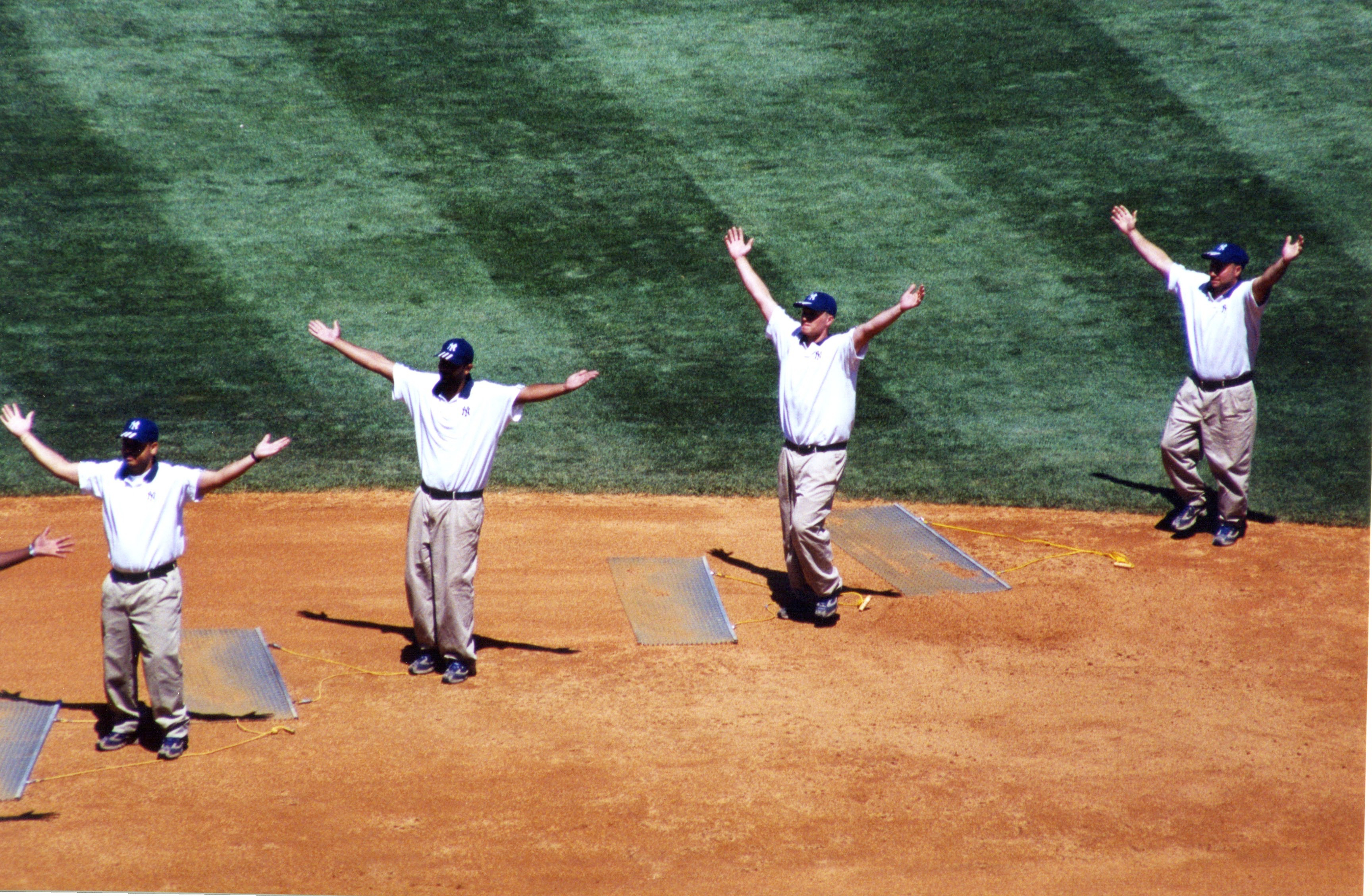
Mitglieder der Bodenmannschaft des Yankee Stadium pausieren, um Y.M.C.A. zu tanzen

Zu Y.M.C.A. gibt es auch einen Gruppentanz mit einer cheerleaderartigen Choreographie, bei der die Buchstaben durch den Körper dargestellt werden. Im originalen Musikvideo hebt die Gruppe nur bei „Y“ die Hände über den Kopf zum Klatschen. Dick Clark nimmt für seine Fernsehshow American Bandstand in Anspruch, dass dort der Tanz erstmals aufgeführt wurde. In der Folge vom 6. Januar 1979, in der die Village People als Studiogäste während der ganzen Sendung anwesend waren und einen Auftritt hatten, sieht man, wie der Tanz während des Vortrags von Y.M.C.A. im Publikum getanzt wird, und Victor Willis macht die Figuren selbst am Beginn der standardmäßigen Interview-Sequenz.
- Y – Die Arme sind schräg nach oben gestreckt.
- M – Aus der Y-Position werden die Arme an den Ellbogen abgewinkelt, so dass sich die Fingerspitzen über der Brust treffen.[5]
- C – Beide Arme werden auf die linke Seite ausgestreckt
- A – Die Arme formen ein Dreieck über dem Kopf

Im Yankee Stadium macht beim Baseballspiel die Grounds Crew traditionell nach dem fünften Inning eine Pause vom Putzen des Infield, um die Menge zum Tanz zu animieren. Vergleichbares geschieht im Sapporo Dome in Japan während der Spiele der Hokkaidō Nippon Ham Fighters.
Am Silvesternachmittag 2008 spielten die Village People in der Show zur Halbzeit des 75. Sun Bowl in El Paso (Texas). Mehr als 49.000 Menschen beteiligten sich am Massentanz. Damit wurde der frühere Rekord vom 4. Juli 2001 mit 13.588 Menschen im Johnny Rosenblatt Stadium in Omaha eingestellt.

### Y.M.C.A als Schwulenhymne
Willis, der für den Großteil des Textes verantwortlich ist, beteuerte 2008, nichts über Homosexualität geschrieben zu haben. Gemeint war „heterosexueller Spaß“ / „Freude unter Kerlen“. Für ihn sei es einer dieser ambivalenten Songs, der durch die schwulen Assoziationen zu den Village People in diesem Sinn ausgelegt werde.
Der „Cowboy“ Randy Jones sagt: “It was not intended as a gay anthem. Do you have the lyrics in front of you? There’s nothing gay about them. I think Victor wrote the words, but it’s all a big fucking mystery.” (deutsch: „Es war nicht als Schwulenhymne geplant. Hast du den Text vor dir? Da ist nichts Schwules drinnen. Ich glaube, Viktor schrieb den Text, aber es ist ein großes verdammtes Rätsel.“)
Arrangeur Horace Ott ist der Meinung: “Now, was it a gay song? I don’t know. It certainly appealed to a lot of people who embraced that lifestyle.” (deutsch: „Nun, war es ein schwuler Song? Ich weiß es nicht. Es sprach sicherlich viele Menschen an, welche diesen Lebensstil angenommen haben.“)
„Bauarbeiter“ David Hodo hingegen sagte: “‚Y.M.C.A.‘ certainly has a gay origin. That’s what Jacques was thinking when he wrote it, because our first album [1977’s Village People] was possibly the gayest album ever. I mean, look at us. We were a gay group. So was the song written to celebrate gay men at the YMCA? Yes. Absolutely. And gay people love it.” (deutsch: „‚Y.M.C.A.‘ hat gewiss einen schwulen Ursprung. Das ist, was Jacques dachte, als er es schrieb, weil unser erstes Album [Village People von 1977] wohl das schwulste Album aller Zeiten war. Ich meine, schau uns an. Wir sind eine schwule Gruppe. Wurde das Lied geschrieben, um schwule Männer im YMCA zu feiern? Ja. Absolut. Und schwule Menschen lieben es.“)

### Y.M.C.A im Wahlkampf von Donald Trump
Im Rahmen der Amtseinführung des US-amerikanischen Präsidenten Donald Trump wurde auch dieser Song gespielt. Der Song hatte bereits im Rahmen des Wahlkampfes eine Rolle gespielt.

### Coverversionen (Auswahl)
Es gibt von dem Lied zahlreiche Coverversionen und Parodien.
| - 1978: Sunday (CVJM) - 1978: Trude Herr (Conditorei) - 1979: Günter Willumeit (L.M.A.A.) - 1980: Mike Krüger (Stabs-U.v.D.) - 1981: Adam & The Ants (A.N.T.S.) - 1985: Black Lace (YMCA In The Navy – Village People Medley) - 1988: Jovanotti (Funklab) - 1994: Stars on 45 (Star Wars And Other Hits) - 1996: Extrabreit (CVJM) | - 1998: Touché feat. Krayzee - 2000: Die Rockys - 2001: Herbert Knebels Affentheater (Frauen) - 2003: Richie (A.L.D.I.) - 2004: Die Lollipops (L.O.P.O.) - 2005: Crazy Frog - 2005: Guildo Horn & Die orthopädischen Strümpfe - 2006: Pigloo (Moi, j’aime skier!) - 2013: Ich – Einfach unverbesserlich 2 - 2014: Marc Pircher (Feiern is schee) |

Seit 2019, als der YMCA sein 175-jähriges Jubiläum feierte, gibt es einen inhaltlich passenden Song, der in Deutschland geschrieben und eingespielt wurde.

## Kommerzieller Erfolg

### Chartplatzierungen
| ChartsChartplatzierungen       | Höchstplatzierung | Wochen |
| ------------------------------ | ----------------- | ------ |
| Deutschland (GfK)              | 1 (25 Wo.)        | 25     |
| Österreich (Ö3)                | 1 (20 Wo.)        | 20     |
| Schweiz (IFPI)                 | 1 (17 Wo.)        | 17     |
| Vereinigte Staaten (Billboard) | 2 (26 Wo.)        | 26     |
| Vereinigtes Königreich (OCC)   | 1 (20 Wo.)        | 20     |

| ChartsJahrescharts (1979)      | Platzierung |
| ------------------------------ | ----------- |
| Deutschland (GfK)              | 3           |
| Österreich (Ö3)                | 3           |
| Schweiz (IFPI)                 | 1           |
| Vereinigte Staaten (Billboard) | 8           |

### Auszeichnungen für Musikverkäufe
| Land/Region                  | Auszeichnungen für Musikverkäufe (Land/Region, Auszeichnung, Verkäufe) | Verkäufe  |
| ---------------------------- | ---------------------------------------------------------------------- | --------- |
| Belgien (BRMA)               | —                                                                      | 300.000   |
| Dänemark (IFPI)              | Gold                                                                   | 45.000    |
| Deutschland (BVMI)           | Gold                                                                   | 1.000.000 |
| Italien (FIMI)               | Gold                                                                   | 25.000    |
| Japan (RIAJ)                 | —                                                                      | 500.000   |
| Kanada (MC)                  | 2× Platin                                                              | 300.000   |
| Neuseeland (RMNZ)            | Platin                                                                 | 20.000    |
| Niederlande (NVPI)           | Platin                                                                 | 250.000   |
| Schweiz (IFPI)               | —                                                                      | 100.000   |
| Spanien (Promusicae)         | Gold                                                                   | 30.000    |
| Vereinigte Staaten (RIAA)    | Platin                                                                 | 2.000.000 |
| Vereinigtes Königreich (BPI) | Platin                                                                 | 1.500.000 |
| Insgesamt                    | 4× Gold · 6× Platin ·                                                  | 6.070.000 |